# Strenesse
Strenesse war ein deutsches Modeunternehmen aus Nördlingen. Über ein Filialnetz von eigenen Ladengeschäften und den gehobenen Einzelhandel wurden im oberen Mittelpreissegment Bekleidung und Accessoires für Damen und Herren sowie Heimtextilien, Parfüm, Korrektions- und Sonnenbrillen unter dem Markennamen Strenesse angeboten. Das 1949 gegründete Unternehmen erlebte ab den 1990er Jahren glanzvolle Zeiten und den Aufstieg zur internationalen Designermarke. Im 21. Jahrhundert folgte ein Wechsel aus Krisen und Neuanfängen. Nach Insolvenzen in den Jahren 2014 und 2019 sowie gescheiterten Restrukturierungsversuchen wurde das Unternehmen Ende 2020 abgewickelt.
2023 erfolgte die Übernahme der Markenrechte durch die Brand House Production GmbH mit Sitz in München. 

## Geschichte

### 20. Jahrhundert
Das Unternehmen wurde 1949 als Wohlfahrt & Co durch die Familie Strehle gegründet und war zunächst auf die Herstellung von Damenmänteln und -Kostümen spezialisiert. Ab 1958 firmierte es unter dem Namen Strehle KG. Ende der 1950er Jahre wurde das Sortiment um Kleidung für Damen erweitert. 1969 kombinierte die Strehle KG für eine Modelinie des Hauses den Firmennamen und das französische Wort für Jugend, Jeunesse, zu Strenesse. 1972 wurde die Strehle KG in Bekleidungswerk Strehle GmbH & Co.KG umbenannt und der Sohn der Firmengründer, Gerd Strehle, trat in das Unternehmen ein.
Ab 1973 arbeitete Gabriele Hecke für Strenesse und wurde 1975 Chefdesignerin. Ab Ende der 1970er Jahre wurde die Strenesse-Kollektion unter der Führung von Gerd Strehle und Gabriele Hecke ausgebaut. Strehle und Hecke heirateten 1985. Unter Gerd Strehles kaufmännischer Leitung und Gabriele Strehles kreativer Führung entwickelte sich das kleine Modeunternehmen in den folgenden zehn Jahren zu einem international bekannten Hersteller von schlicht-eleganter Designermode aus hochwertigen Materialien.
Ab 1992 kamen, zum Teil in Lizenz (1996), Schuhe und Accessoires zum Strenesse-Sortiment hinzu. 1993 wurde die weniger formelle Damen-Zweitlinie Strenesse Blue eingeführt.
Ab 1995 wurde die Damen-Hauptlinie bei den Mailänder Modewochen präsentiert. Für den italienischen Markt wurde die Strenesse Group Italia in Mailand gegründet. Mitte der 1990er Jahre bis Anfang der 2000er Jahre, wirtschaftlich die erfolgreichsten Zeiten der bisherigen Firmengeschichte, betrug der Jahresumsatz bis zu 125 Millionen Euro.
Im Zuge der Internationalisierung der Marke erhielt die Hauptlinie für Damen 1998 den Zusatz des Namens der Chefdesignerin: Strenesse Gabriele Strehle. Strenesse entwickelte sich damit endgültig zur Designermarke.

### 2000er Jahre
Nach Umfirmierung in eine AG ging Strenesse im Jahr 2000 an die Börse. In New York wurde eine Niederlassung für den US-amerikanischen Markt gegründet, in Italien wurde eine Tochtergesellschaft für die Herrenmode ins Leben gerufen (2006 aufgelöst). Japan galt nach Italien in dieser Zeit als absatzstärkster Markt für Strenesse-Mode. Übernahmeangebote durch Konkurrenzfirmen lehnten die Strehles alle ab. Neben Escada, Hugo Boss, Rena Lange oder Joop! war Strenesse eine der wenigen international bekannten deutschen Modemarken im gehobenen Segment.
Ab 2000 wurden eigene Strenesse-Ladengeschäfte eröffnet, zunächst in München. Ab 2001 gab es von Strenesse Düfte und Kosmetik. Ende 2001 wurden die Uniformen für das weibliche Boden- und Flugbegleiterpersonal der Lufthansa von Strenesse entworfen. Im Jahr 2002 wurde die Herrenlinie unter dem Namen Strenesse Men eingeführt. Die Präsentation der ersten Herrenkollektion fand im Rahmen der Mailänder Modewoche statt.
In den Jahren 2000 bis 2004 arbeiteten die Strehles eng mit der französischen Stylistin Marie-Amelie Sauvé zusammen, die unter anderem für die französische Ausgabe der Modezeitschrift Vogue tätig war. Unter ihrer Mitarbeit entstand etwa die Kampagne der Herbst-/Winterkollektion 2003 mit dem Model Julia Stegner als Werbegesicht, fotografiert von dem britischen Modefotografen David Sims. Auch die Werbekampagne mit Claudia Schiffer und Boris Becker aus dem Jahr 2004, fotografiert von Juergen Teller, ging auf diese Zusammenarbeit zurück.
Die internationale Krisenstimmung in der Folge der Terroranschläge am 11. September 2001 belastete auch das Unternehmen Strenesse, welches ab Anfang der 2000er Jahre in die Verlustzone rutschte. 2003 trat Viktoria Strehle, Tochter von Gerd Strehle aus dessen erster Ehe, in das Unternehmen ein. Zwischen 2003 und 2005 wurden jeweils Verluste zwischen zwei und drei Millionen Euro verbucht. Eine Finanzspritze der Beteiligungsgesellschaft Santo um die Hexal-Gründer Andreas und Thomas Strüngmann überbrückte finanzielle Engpässe.
Mitte der 2000er Jahre lag der Umsatz des Unternehmens Strenesse bei nur noch 67 Millionen Euro. 2005 setzte Gerd Strehle die Manager Peter Kappler und Marc Höfig als Geschäftsführer ein, entließ beide jedoch nach wenigen Monaten und übernahm die Firmenleitung erneut selbst. 2005 präsentierte sich Strenesse bei der New York Fashion Week.
Mit der Herrenkollektion, die Mitte der 2000er Jahre 6 bis 7 Millionen Euro erwirtschaftete, zog sich das Unternehmen Ende 2006 abgesehen von den eigenen Geschäften aus dem Einzelhandel zurück und kehrte erst ab Ende 2010 nach einem Relaunch der Männermode dorthin zurück. 2006 erschienen erstmals Brillen von Strenesse. Zwischen 2006 und 2013 war das Unternehmen zudem der offizielle Ausstatter der deutschen Fußballnationalmannschaft und kleidete das Team für alle offiziellen Auftritte am Spielfeldrand ein.
2007 wurde die Hauptlinie Strenesse bei der Berlin Fashion Week vorgeführt. Die Linie Strenesse Blue wurde von 2008 bis 2012 von Viktoria Strehle als Leiterin eines Kreativteams geführt. Die Kollektion wurde in dieser Zeit mit Unterbrechungen in Berlin gezeigt.
Im Herbst 2009 eröffnete Strenesse einen Online-Store auf seiner Website, über den alle drei Marken (Strenesse Gabriele Strehle, Strenesse Blue, Strenesse Men) und die jeweiligen Accessoires-Kollektionen sowie Strenesse Gabriele Strehle Eyewear (Brillen) und der Duft von Strenesse Gabriele Strehle vertrieben wurden. Im selben Jahr trat Gerd Strehles Sohn aus erster Ehe, Luca Strehle, mit Verantwortung für die Zweitlinie und das Lizenzgeschäft in das Unternehmen ein.
Das Unternehmen unterhielt Showrooms in München, Düsseldorf, Mailand, New York und Tokio. Die Bekleidung wurde größtenteils in Osteuropa gefertigt, die Stoffe stammten hauptsächlich aus Italien.

### 2010 bis 2015
Am Standort Nördlingen arbeiteten Anfang der 2010er Jahre um die 200 Mitarbeiter; insgesamt waren ca. 400 Beschäftigte bei Strenesse angestellt. 2013 unterhielt das Unternehmen 15 eigene Strenesse-Geschäfte.
Mit der Fußballweltmeisterschaft 2010 in Südafrika wurde der „blaue Glückspulli“ des Unternehmens, ein V-Ausschnitt-Pullover aus Kaschmir, zum Synonym dieser Kooperation und sein Träger, Nationaltrainer Jogi Löw, zur „Stilikone“ des deutschen Fußballs. Eine besonders signifikante Steigerung der Umsätze wurde dadurch bei Strenesse allerdings nicht generiert. Ab 2010 zierte das weibliche deutsche Model Luca Gadjus die Kampagnen von Strenesse Gabriele Strehle.
Für das Geschäftsjahr 2011/2012 belief sich der Umsatz auf 60 Millionen Euro bei einem Jahresverlust von 260.000 Euro.
2012 gab es eine Kooperation zwischen Strenesse und Loewe über das Design eines Fernsehgeräts.
Zum Ende des Jahres 2012, und nach der privaten Trennung von Gerd und Gabriele Strehle, schied zunächst Gabriele Strehle im Dezember und kurz darauf auch Viktoria Strehle aus dem Unternehmen aus.
Luca Strehle übernahm als Vorstandsvorsitzender gemeinsam mit Erich Sauter als kaufmännischer Leiter die Führung des Unternehmens. Gerd Strehle wechselte in den Vorsitz des Aufsichtsrats. Die Presse berichtete im Herbst 2012, dass das Unternehmen Strenesse einen finanzkräftigen Investor suche. Im März 2013 platzierte die Strenesse AG eine Unternehmensanleihe in Höhe von 12 Millionen Euro im Open Market der Deutschen Börse, um laut Presseberichten Bankenkredite und ein Darlehen zu bedienen.
Mit Beginn der Kollektion für Herbst/Winter 2013/2014 wurden die Womenswear-Linien Strenesse Gabriele Strehle und Strenesse Blue in eine einzige Kollektion unter der Marke Strenesse zusammengeführt; auch die Herrenkollektion firmierte in der Folge unter dem Namen Strenesse. Mit der Zweitlinie Strenesse Blue waren zuletzt Umsätze in Höhe von 30 Millionen Euro erzielt worden.
Von Februar 2013 bis Juli 2015 war Natalie Acatrini – zuvor Designerin bei Jil Sander, Hugo Boss und René Lezard – Kreativchefin bei Strenesse. Für die Bewerbung der Sommerkollektion 2015 konnte Aino Laberenz, Witwe von Christoph Schlingensief, als Kampagnengesicht verpflichtet werden.
Anfang 2014 wurde bekannt, dass Strenesse Probleme mit der Refinanzierung einer im März fälligen Unternehmensanleihe hatte und daher eine Gläubigerversammlung einberief, um eine Fristverlängerung zu erreichen. Am 16. April 2014 stellte die Geschäftsführung einen Insolvenzantrag in Eigenverwaltung. Ein vorläufiges Insolvenzverfahren wurde beim Amtsgericht Nördlingen angeordnet. Im April 2014 wurde der erfahrene Sanierer Michael Pluta, der unter anderem Märklin gerettet hatte, als Chief Restructuring Officer in den Vorstand von Strenesse berufen. Im November 2014 trat Luca Strehle auf Drängen Plutas als Vorstandsvorsitzender zurück und wechselte in den Aufsichtsrat, um den Weg für einen Neuanfang frei zu machen. Im Juli 2015 berichteten das Handelsblatt und die Augsburger Allgemeine, dass das Unternehmen in die Gewinnzone zurückgekehrt sei und Gespräche mit Investoren im Gange seien.
Im September 2015 betrieben Mitglieder der Familie Strehle eine Abberufung von Michael Pluta, indem sie einen entsprechenden Beschluss auf einer außerordentlichen Hauptversammlung trafen. Der zuständige Sachwalter, der Rechtsanwalt Jörg Nerlich, lehnte dies allerdings ab, und Pluta blieb im Amt. Hintergrund war die Befürchtung der Strehle-Familie, dass das Unternehmen durch Pluta an Investoren verkauft werden solle, die es zerschlagen und nicht fortführen wollten. Pluta hatte unter anderem mit dem s.Oliver-Eigner Bernd Freier verhandelt, der zu einer Komplettübernahme zum 1. November 2015 für 12 Millionen Euro bereit gewesen wäre, allerdings ohne die Beteiligung der Gründerfamilie Strehle. Die Strehle-Familie hatte ohne Plutas Wissen mit der Wiesbadener Beteiligungsgesellschaft Sirius Venture Partners verhandelt, die einen Einstieg mit fünf bis sieben Millionen Euro Kapital unter Beteiligung der Familie Strehle in den Raum gestellt hatte. Im Rahmen dieses Alternativkonzepts wurde Luca Strehle zitiert, dass sich Strenesse „direkt unter Marken wie Gucci, Prada oder Stella McCartney“ positioniere. Außerdem hätte der ehemalige Hugo-Boss-Chefdesigner Kevin Lobo die kreative Führung bei Strenesse übernehmen sollen. Der Spiegel kommentierte dies in einem Artikel als „Größenwahn aus Nördlingen“.
Im Oktober 2015 verließ Pluta den Vorstand. Seine Aufgaben wurden von Chief Financial Officer Gerhard Geuder übernommen. Im Oktober 2015 berichtete die Presse, dass das Unternehmen in den Monaten Juni und Juli einen operativen Verlust von 365.000 Euro angehäuft habe und die Finanzmittel noch maximal ein Jahr zum Überleben ausreichten. Ende Oktober 2015 zerschlugen sich Verkaufsgespräche mit einer Beteiligungsgesellschaft.

### 2016 bis 2020
Im Frühjahr 2016 wurde Birgit Kaufmann-Rehm, zuvor Designerin bei Clemens en August, zum Head of Design von Strenesse ernannt, wo sie einem achtköpfigen Design-Team vorstand.
Im August 2016 wurde bekannt, dass die niederländische MAEG-Holding, die wiederum der polnischen Investorenfamilie Kucharczyk gehörte, 80 % der Anteile von Strenesse kaufen wollte. Anfang September 2016 wurde die Übernahme als gescheitert erklärt, nachdem auch mit Fristverlängerung nach dem 31. August keine Zahlung des potentiellen Käufers eingegangen war und dieser in der Presse ihm vorenthaltene Unternehmenszahlen bemängelte.
Anfang Dezember 2016 wurde die Übernahme von Strenesse zu 90 % durch die Schweizer Treuhandgesellschaft H2P AG bekannt gegeben. Die übrigen 10 % der Anteile am Unternehmen Strenesse New GmbH hielt der ehemalige Porsche-Design-Geschäftsführer Jürgen Gessler, der ab 2017 auch die Leitung von Strenesse übernahm. 240 Strenesse-Mitarbeiter wurden übernommen. Die ehemalige Eigentümer-Familie war an dem neuen Unternehmen nicht beteiligt. Im Juni 2018 übernahm Micaela Sabatier die Geschäftsführung.
Mitte 2019 musste das Unternehmen erneut Insolvenz in Eigenverwaltung anmelden. Im Juli 2020 erklärte Strenesse, als Folge der Corona-Pandemie den Betrieb zum Jahresende einstellen zu müssen. Die Restrukturierung sei gescheitert und 56 verbliebene Mitarbeiter seien betroffen. Der Online-Shop auf der eigenen Webseite wurde eingestellt.

### Seit 2020
Nach der Betriebseinstellung von Strenesse Ende 2020 wurden die Markenrechte im August 2023 von der Münchner Brand House Production GmbH übernommen. Mehrheitseigentümer ist Marcus Sayn-Wittgenstein, der etwa drei Viertel der Anteile hält; die restlichen Anteile liegen bei Mariella Baronesse von Essen. Die neuen Eigentümer planen, Strenesse neu zu positionieren und den Erfolg der Marke aus früheren Zeiten wiederzubeleben. Unterstützt werden sie dabei von Mirko Borsche, der mit seinem Grafikdesignstudio Bureau Mirko Borsche für Markenauftritt, -image und Kollektion verantwortlich zeichnet. Die Neuausrichtung zielt darauf ab, Strenesse jünger, moderner und zeitgemäßer zu gestalten, mit einem Fokus auf Qualität und Nachhaltigkeit. Ein Relaunch der Marke ist für 2025 geplant.

## Ehemalige Kollektionen
- Strenesse – Damenmode und -Accessoires, unter diesem Namen von 1969 bis 1998 und erneut von 2013 bis 2020, dazwischen als Strenesse Gabriele Strehle
- Strenesse – Herrenmode und -Accessoires, unter diesem Namen von 2013 bis 2020, von 2002 bis 2013 als Strenesse Men
- Strenesse Blue – Zweitlinie für Damen, 1993 lanciert, 2013 in Damen-Hauptkollektion Strenesse integriert